# Breddin
Breddin là một đô thị thuộc huyện Ostprignitz-Ruppin, bang Brandenburg, Đức. Đô thị Breddin có diện tích 44,74 km², dân số thời điểm 31 tháng 12 năm 2006 là 1042 người.